# Beber (Ligung)
Beber is een bestuurslaag in het regentschap Majalengka van de provincie West-Java, Indonesië. Beber telt 3591 inwoners (volkstelling 2010).